# Московский главный архив

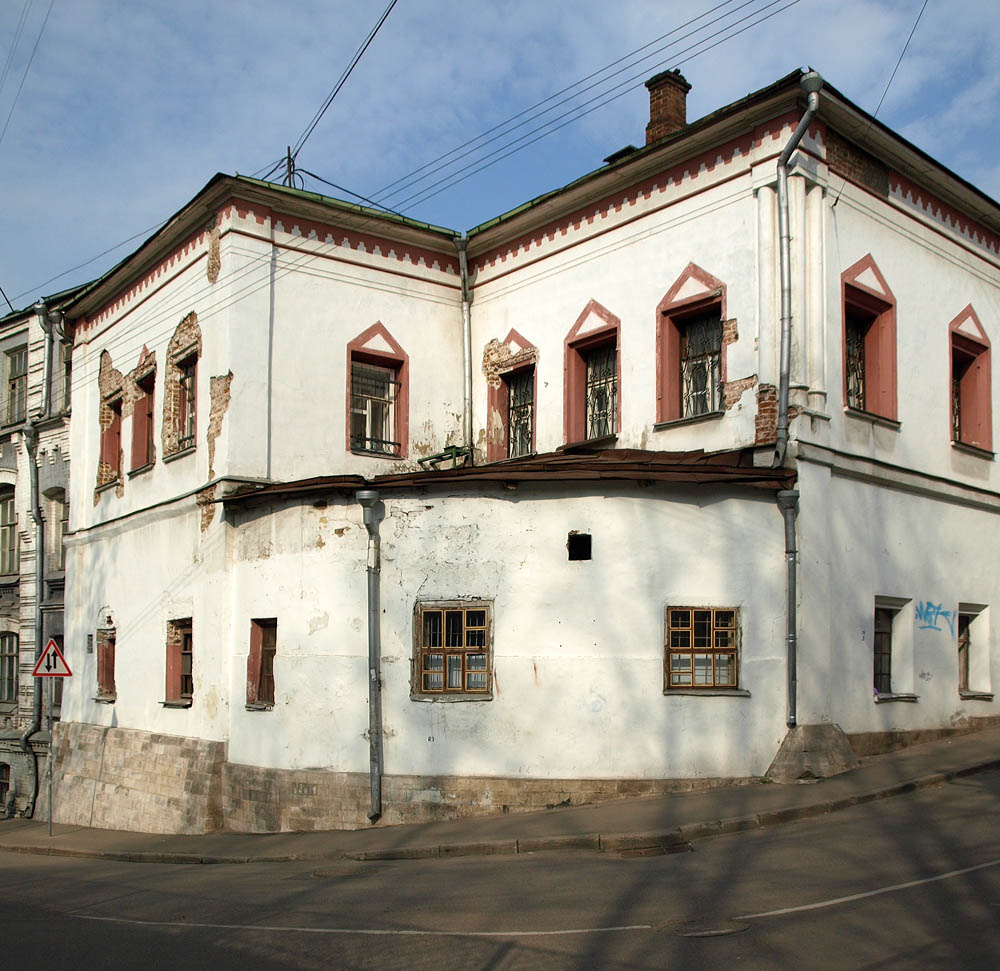
Палаты Украинцева в Хохловском переулке

Московский главный архив — один из старейших архивов Российской империи («дедушка русских архивов»), находившийся в ведении сначала Иностранной коллегии, потом Министерства иностранных дел.
Наличие в Москве архива для хранения дипломатических документов упразднённого Посольского приказа было предусмотрено ещё при создании петровских коллегий. «Дела в Коллегии иностранных дел … суть наиважнейшие, все они есть вечный государственный архив и всем старинным и прошедшим в государстве делам, поступкам, поведениям и взятым мирам вечное известие», — указывал тогда А. Остерман.
Тем не менее реально архив был организован только в начале правления Екатерины II трудами академика Г. Ф. Миллера.
Архив сначала находился в московском кремле в здании Посольского приказа вблизи Архангельского собора, с 1762 года — в Ростовском подворье в низине Китай-города близ Варварки, а в 1768 году для размещения документов были приобретены старинные палаты в Хохловском переулке, 7, принадлежавшие некогда главе внешнеполитического ведомства Емельяну Украинцеву. До этого при разливах Москвы-реки в кремлёвских подвалах старые бумаги гибли целыми сундуками, из которых «оставались большею частью даже невынутыми».

В одном из отдаленных кварталов Москвы, в глухом и кривом переулке, за Покровкой, старинное каменное здание возвышается на пригорке… Для хранения древних хартий, копий с договоров ничего нельзя было приискать безопаснее и приличнее сего старинного каменного шкапа с железными дверьми, ставнями и кровлею. Всё строение было наполнено, завалено кипами частью разобранных, частью неразобранных старых дел: только три комнаты оставлены были для присутствующих и канцелярских.— «Записки» Вигеля
Наиболее плодотворный период в научной деятельности архива связан с именами Н. Н. Бантыш-Каменского и его преемника А. Ф. Малиновского. Оба вошли в историю как выдающиеся археографы. Под их руководством была выполнена огромная работа по разбору документов и изданию наиболее ценных из них — международных договоров и актов Московского государства. На эти издания во многом опирались в своих трудах крупнейшие русские медиевисты XIX века.
В 1811 году государственный канцлер граф Н. П. Румянцев на свои средства организовал при архиве Комиссию печатания государственных грамот и договоров. Из знаменитых учёных в архиве работали П. И. Бартенев, П. А. Бессонов, Н. В. Калачов. Н. М. Карамзин собирал здесь материалы для «Истории Государства Российского».
В пушкинское время число молодых людей, составлявших штат архива, было ограничено. Для получения должности в московском отделении коллегии иностранных дел требовалась надёжная протекция. Служба в архиве, возглавляемом Малиновским, рассматривалась дворянским сословием как мало к чему обязывающая синекура, подходящая стартовая площадка для холостых московских юношей, не желавших покидать родительский дом и перебираться на службу в Петербург. К кругу образованных «архивных юношей» принадлежали братья Веневитиновы и Тургеневы, В. Ф. Одоевский, А. К. Толстой, С. А. Соболевский, П. П. Свиньин и другие. В 1830-х годах при архиве числился чиновником титулярный советник А. С. Пушкин.

Я бы мог спокойно жить в беспечной Москве; изредка повышаемый в чинах, я бы до седых волос мог оставаться архивным юношей. Сколько мест в Москве, где служба — продолжительный, приятный сон! Кремлёвская экспедиция, Почтамт, Опекунский совет и другие.— «Записки» Вигеля

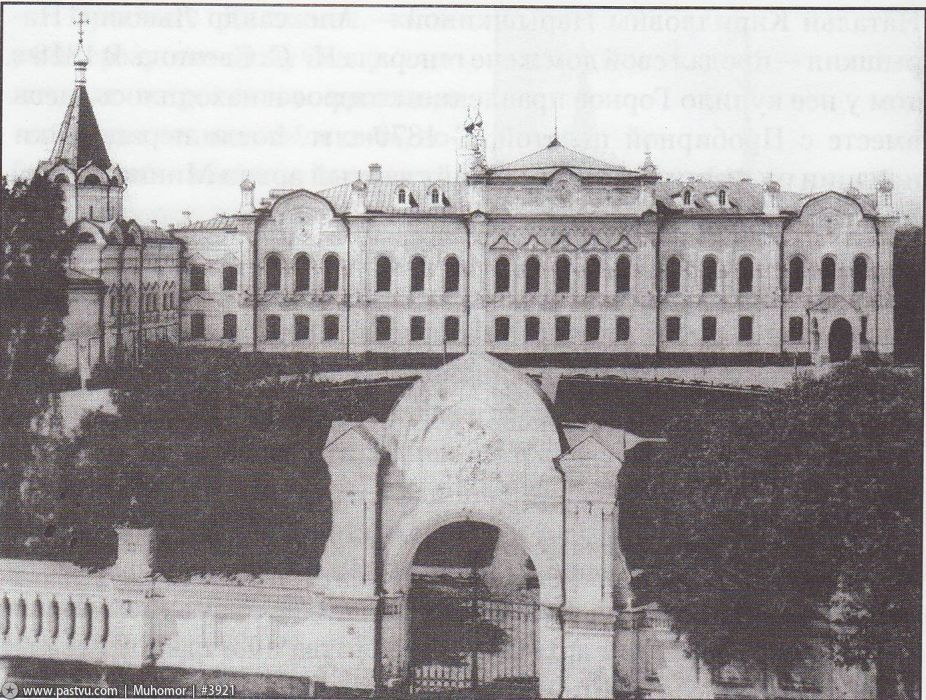
Здание Московского главного архива на Воздвиженке

Во время французского нашествия в 1812 году архив был вывезен в Нижний Новгород. В 1834—1882 гг. из Московского главного архива было выделено Государственное древлехранилище хартий и рукописей — наиболее ценная часть собрания, хранившаяся в стенах Московского Кремля и находившаяся в ведении Московской дворцовой конторы.
В 1874 году в связи с недостатком места архив переехал в бывшие палаты Нарышкиных на углу Моховой улицы и Воздвиженки, которые были перестроены специально для этой цели в затейливом русском стиле. В годы сталинской реконструкции на месте этого здания построен новый корпус библиотеки имени Ленина.
В советское время на базе Московского главного архива был организован Государственный архив древних актов.

## Список руководителей
- М. Г. Собакин (1744—1745)
- Г. Ф. Миллер (1766—1783)
- Н. Н. Бантыш-Каменский (1800—1814)
- А. Ф. Малиновский (1814—1840)
- М. А. Оболенский (1848—1873)
- барон Ф. А. Бюлер (1873—1896)
- князь В. Е. Львов (1902—1913)
- С. А. Белокуров

В начале XX века библиотекарем архива служил философ Н. Ф. Фёдоров, основатель русского космизма.